# Alcorcón Central (metropolitana di Madrid)
Alcorcón Central è una stazione della linea 12 della metropolitana di Madrid.

## Storia
La stazione della metropolitana fu inaugurata il 11 aprile 2003 insieme alle stazioni tra Colonia Jardín e la stazione Puerta del Sur sulla linea 10.
A seguito di lavori, nel 2014 e il 2015, la stazione rimase chiusa. La ragione di questi lavori è stata la sostituzione delle rotaie e della massicciata. I miglioramenti, che hanno avuto un costo di 12,5 milione di euro, hanno permesso ai treni di circolare a più di 70 chilometri all'ora rispetto ai 30 chilometri con cui circolavano prima dei lavori.

## Interscambi
La fermata costituisce un interscambio con la stazione di Alcorcón, servito dai treni della linea C-5 della rete di Cercanías di Madrid.
Nelle vicinanze della stazione effettuano fermata alcune linee automobilistiche urbane ed extraurbane, gestite da EMT Madrid.
- Stazione ferroviaria (Alcorcón)
- Fermata autobus